# 就业和养老金部
就業及退休保障部（英語：Department for Work and Pensions）是负责福利和抚恤金政策的英国政府部门。
该部门成立于2001年，主要政策领域包括：管理劳动福利如失业补助，发放就业和支持津贴，支付国家基本抚恤金和抚恤金信贷，并提供有关问题的信息，为残疾人及其照顾者提供服务和经济支持，以及儿童的保全和福利。

## 沿革
该部的前身可以追溯到1916年成立的抚恤金部（英語：Ministry of Pensions）和英国劳工部。抚恤金部的任务是给退伍军人和军属发放抚恤金。劳工部则是从贸易委员会手中接管了调解劳资纠纷、劳务交流、劳资关系和统计就业相关数据，一战后负责监督军人复员和转业，1918年开始执行最低工资标准，1919年，代表英国参加国际劳工组织。
1920年代接管了教育委员会所有关于青年就业以及残疾人培训和就业的工作，后者是从抚恤金部转隶而来。二次世界大臣间两个部门经历了扩大职权和规模，其中抚恤金部一度外迁到利物浦附近办公。
1939年，劳工部更名为劳工和国民服务部（英語：Ministry of Labour and National Service），反映了1939年《国家兵役（武装部队）法》规定的新职责：分配人员在武装部队、民防和工厂之间工作。1945年4月，劳工部与失业保险和援助有关的职能移交给成立于1944年的国家保险部（英語：Ministry of National Insurance），二战结束后，国民服务职能被交给国防部的征兵部门。
1953年，抚恤金部和国家保险部合并成立抚恤金和国家保险部（英語：Ministry of Pensions and National Insurance）。
1959年劳工和国民服务部复名劳工部。
1966年抚恤金和国家保险部更名为社会保障部（英語：Ministry of Social Security）。
1968，社会保障部与卫生部合并为（卫生和社会保障部）。劳工部也改名为就业和生产部（英語：Department of Employment and Productivity）。
1970年就业和生产部再更名为就业部（英語：Department of Employment）。
1988年，社会保障部脱离卫生和社会保障部再次成立。
1995年，就业部与教育部合并为教育和就业部。
2001年大选后的6月8日，教育和就业部的就业职能与整个社会保障部合并成立就业和养老金部。社会保障部其余职能交给了财政部和国防部。本部最初的任务是根据其前身机构创建新的就业中心和抚恤金体系。旨在“帮助其客户实现财务独立，并帮助减少儿童贫困状况”。

## 参看
- 英国中央政府预算
- 福利国家